# Фонд Аль-Фатиха

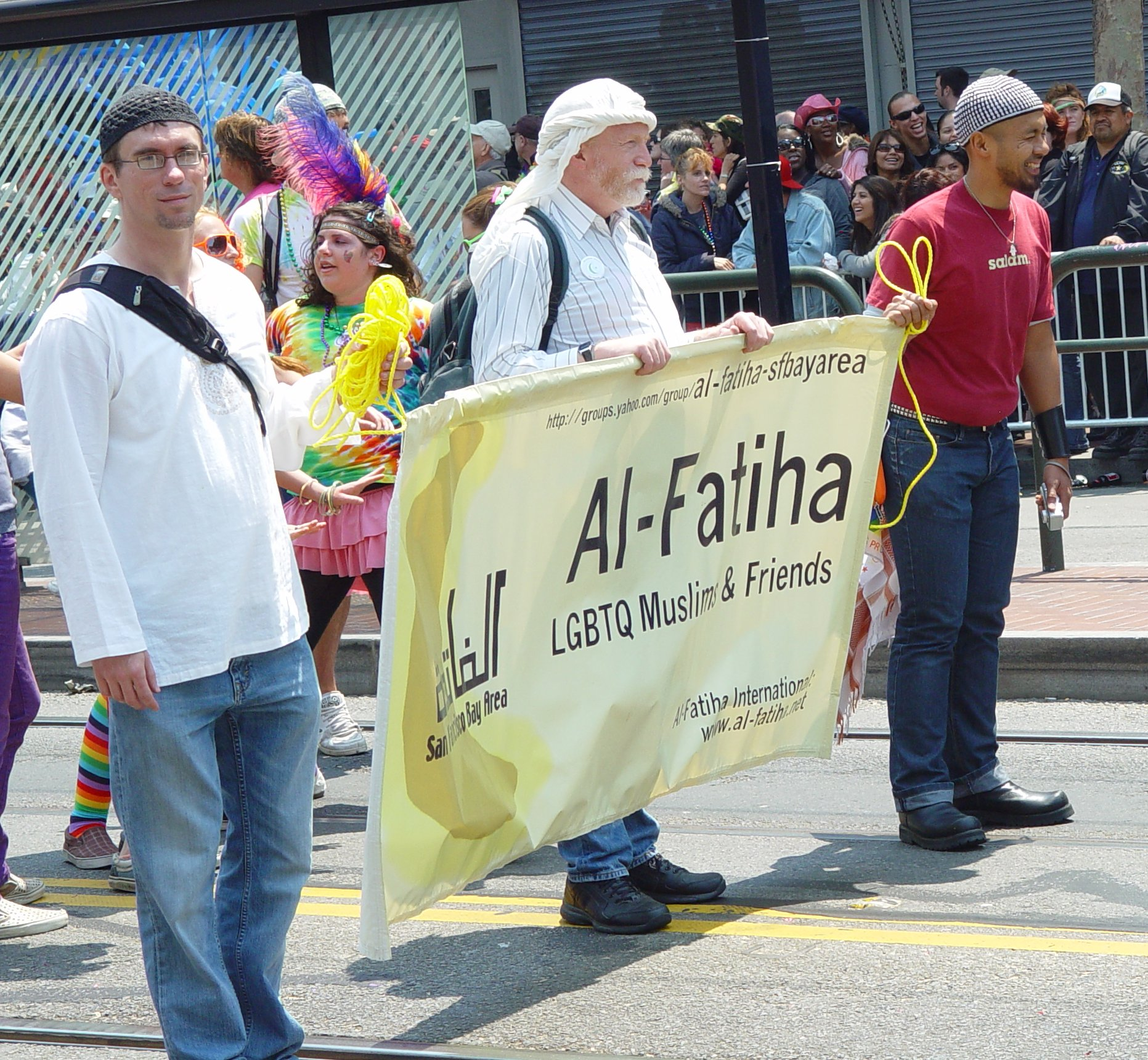
Члены «Аль-Фатиха» на гей-прайде в Сан-Франциско в 2008 году.

Фонд Аль-Фатиха (англ. Al-Fatiha Foundation) — международная мусульманская ЛГБТ-организация, созданная в 1998 году Фейсалом Аламом (англ. Faisal Alam) — американцем пакистанского происхождения.
Название организации восходит к первой суре Корана. Позднее были образованы также и другие независимые мусульманские ЛГБТ-группы в Северной Америке и Европе. В январе 1999 года организация получила свою официальную регистрацию в США.
Сегодня «Аль-Фатиха» действует во многих странах мира. В США работают представительства в семи городах (Атланта, Лос-Анджелес, Нью-Йорк, Сан-Диего, Сан-Франциско, Ванкувер и Вашингтон). Также имеется представительство в Торонто. Кроме того, имеется несколько дочерних организаций в Великобритании («Имаан» — Imaan, около 250 членов), в Канаде («Салаам» — Salaam), ЮАР («Аль-Фитра» — Al-Fitrah). В общей сложности число членов «Аль-Фатиха» и дочерних организаций составляет около 900 человек (данные на 2002 год).
В 2001 году запрещённая экстремистская исламистская организация аль-Мухаджирун вынесла фетву о том, что члены «Аль-Фатиха» являются отступниками, и приговорила их к смерти.
Фейсал Алам был президентом фонда на протяжении 6 лет и в 2004 году снял с себя полномочия. В 2011 году он и другие известные ЛГБТ-мусульмане получили приглашение от Национального союза геев и лесбиянок сформировать рабочую группу, которая будет поддерживать и защищать права гомосексуальных мусульман. В результате в январе 2013 года был основан «Мусульманский союз за сексуальное и гендерное разнообразие» (англ.  MASGD).